# Triticum kiharae
Triticum kiharae là một loài thực vật có hoa trong họ Hòa thảo. Loài này được Dorof. & Migush. miêu tả khoa học đầu tiên năm 1977.